# Peters International 1996
Peters International 1996 — тенісний турнір, що проходив на відкритих кортах з твердим покриттям NSW Tennis Centre в Сіднеї (Австралія). Належав до серії World в рамках Туру ATP 1996, а також до серії Tier II в рамках Туру WTA 1996. Тривав з 8 до 14 січня 1996 року.

## Фінальна частина

### Одиночний розряд, чоловіки
Тодд Мартін —  Горан Іванишевич 5–7, 6–3, 6–4
- Для Мартіна це був 1-й титул за рік і 9-й - за кар'єру.

### Одиночний розряд, жінки
Моніка Селеш —  Ліндсі Девенпорт 4–6, 7–6, 6–3
- Для Селеш це був 1-й титул за рік і 38-й — за кар'єру.

### Парний розряд, чоловіки
Елліс Феррейра /  Ян Сімерінк —  Патрік Макінрой /  Сендон Столл 5–7, 6–4, 6–1
- Для Феррейри це був 1-й титул за рік і 2-й - за кар'єру. Для Сімерінка це був 1-й титул за рік і 8-й - за кар'єру.

### Парний розряд, жінки
Ліндсі Девенпорт /  Мері Джо Фернандес —  Лорі Макніл /  Гелена Сукова 6–3, 6–3
- Для Девенпорт це був 1-й титул за рік і 11-й — за кар'єру. Для Фернандес це був 1-й титул за рік і 19-й — за кар'єру.